# Mikrovågskrets
En mikrovågskrets är en elektronisk krets för signalbehandling av mikrovågor.
Vanliga typer av mikrovågskretsar är:
- MIC : Microwave Integrated Circuit
- HMIC: Hybrid Microwave Integrated Circuit
- MMIC: Monolithic Microwave Integrated Circuit